# Werbach
Werbach là một thị xã ở huyện Main-Tauber trong bang Baden-Württemberg ở nước Đức. Đô thị này có diện tích 43,18 km², dân số thời điểm 31 tháng 6 năm 2006 là 3562 người.